# Coupe Kharlamov
Pour les articles homonymes, voir Kharlamov.
La coupe Kharlamov - du russe : Кубок Харламова (Koubok Kharlamova), baptisée en l'honneur de Valeri Kharlamov est attribuée annuellement au vainqueur des séries éliminatoires de la Molodiojnaïa Hokkeïnaïa Liga (MHL), la ligue de hockey sur glace junior majeur.
Elle a été remise pour la première fois le 26 avril 2010 au Stalnye Lissy, équipe vainqueur lors de la première saison de la MHL.

## Liste des vainqueurs
| Année     | Champion               | Finaliste              | Résultat de la série |
| --------- | ---------------------- | ---------------------- | -------------------- |
| 2024-2025 | MHK Spartak            | SKA-1946               | 4-3                  |
| 2023-2024 | SKA-1946               | Loko                   | 4-1                  |
| 2022-2023 | Tchaïka Nijni Novgorod | Omskie Iastreby        | 4-2                  |
| 2021-2022 | SKA-1946               | Krasnaïa Armia         | 4-2                  |
| 2020-2021 | MHK Dinamo             | Loko                   | 4-1                  |
| 2019-2020 | Non décernée           | Non décernée           | Non décernée         |
| 2018-2019 | Loko                   | Avto                   | 4-3                  |
| 2017-2018 | Loko                   | SKA-1946               | 4-2                  |
| 2016-2017 | Krasnaïa Armia         | Reaktor                | 4-0                  |
| 2015-2016 | Loko                   | Tchaïka Nijni Novgorod | 4-1                  |
| 2014-2015 | Tchaïka Nijni Novgorod | SKA-1946               | 4-1                  |
| 2013-2014 | MHK Spartak            | Krasnaïa Armia         | 4-3                  |
| 2012-2013 | Omskie Iastreby        | MHK Spartak            | 4-3                  |
| 2011-2012 | Omskie Iastreby        | Krasnaïa Armia         | 4-1                  |
| 2010-2011 | Krasnaïa Armia         | Stalnye Lissy          | 4-0                  |
| 2009-2010 | Stalnye Lissy          | Kouznetskie Medvedi    | 3-1                  |